# Găneasa (Ilfov)
Găneasa is een gemeente in het Roemeense district Ilfov en ligt in de regio Muntenië in het zuidoosten van Roemenië. De gemeente telt 4303 inwoners (2005).

## Geografie
De oppervlakte van Găneasa bedraagt 47 km², de bevolkingsdichtheid is 92 inwoners per km².
De gemeente bestaat uit de volgende dorpen: Găneasa, Cozieni, Moara Domnească, Piteasca, șindrilița.

## Politiek
De burgemeester van Găneasa is Stere Costea (PD).

## Geschiedenis
In 1800 werd Găneasa officieel erkend.